# Jrebiciko, Pazardjik
Jrebiciko (în bulgară Жребичко) este un sat în comuna Brațigovo, regiunea Pazardjik,  Bulgaria. 

## Demografie
Componența etnică a satului Jrebiciko
     Bulgari (98,75%)
     Nicio identificare (1,25%)
     Altele (0%)
La recensământul din 2011, populația satului Jrebiciko era de 80 locuitori. Din punct de vedere etnic, majoritatea locuitorilor (98,75%) erau bulgari. Pentru 1,25% din locuitori nu este cunoscută apartenența etnică.